# Montagne du Lingas
 (janvier 2023).
Si vous disposez d'ouvrages ou d'articles de référence ou si vous connaissez des sites web de qualité traitant du thème abordé ici, merci de compléter l'article en donnant les références utiles à sa vérifiabilité et en les liant à la section « Notes et références ».
La  montagne du Lingas, ou Lingas, est une montagne située dans les Cévennes, au sud-est du Massif central, en France.

## Toponymie
La mention « le Lenglas Montagne » figure sur la carte de Cassini près du hameau de la Pise.

## Géographie

### Situation
La montagne fait partie des Cévennes. Elle est encadrée au nord par le mont Aigoual, au sud par les causses de Blandas et de Campestre, à l'ouest par le  causse du Larzac et son satellite le causse Bégon, et à l'est par la montagne du Liron. Elle se situe dans le département du Gard. Elle est presque entièrement intégrée dans le parc national des Cévennes.

### Topographie

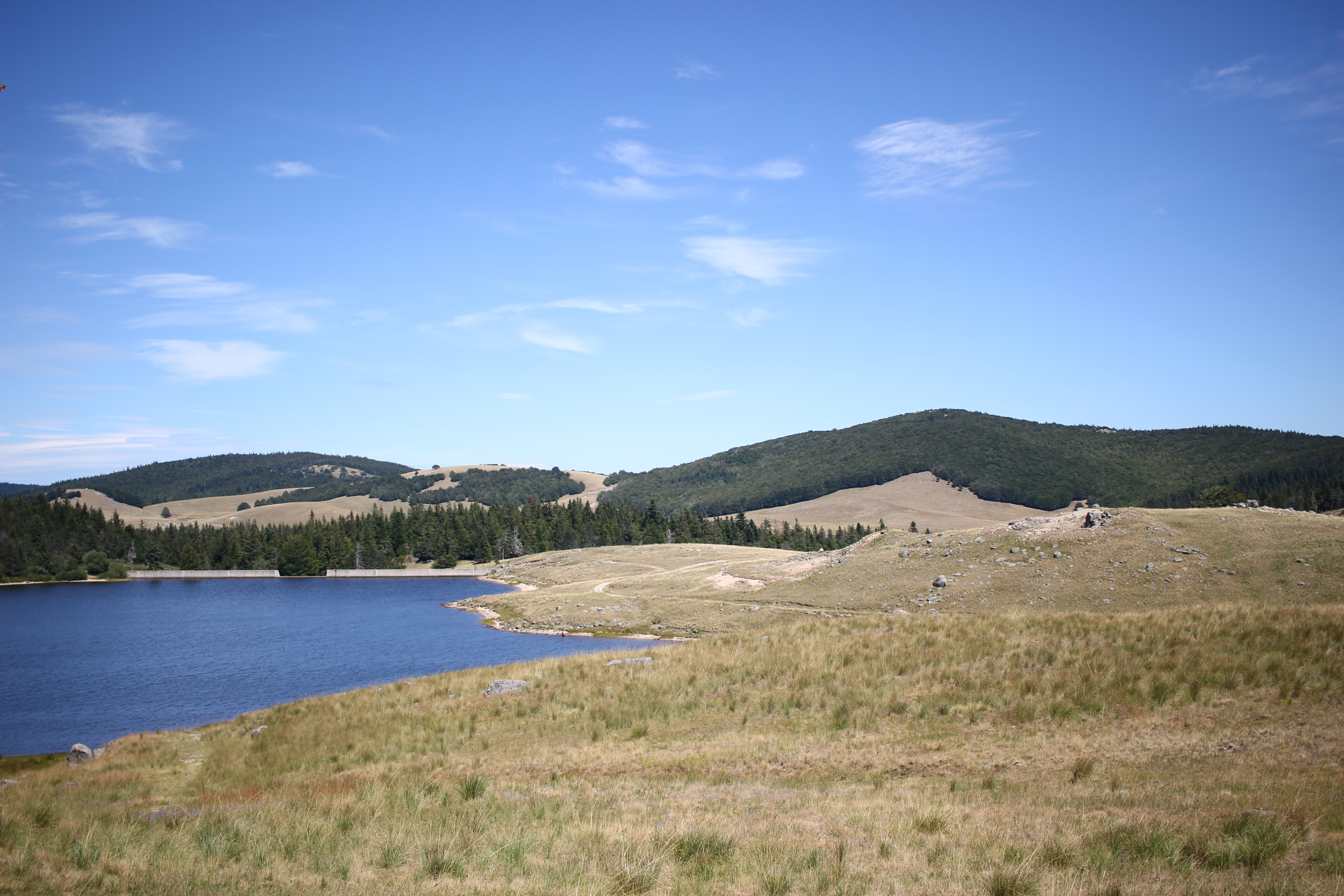
Paysage du Lingas près du lac des Pises.

La montagne du Lingas a une masse allongée orientée est-ouest ; elle ne présente pas de sommets remarquables.
Les principaux sommets sont les suivants, d'ouest en est :
- la Luzette 1 445 mètres ;
- Ribaldès 1 432 mètres ;
- le puech du Rey 1 374 mètres.

### Hydrographie
La montagne du Lingas est limitée par la vallée de la Dourbie au nord. Au sud, la vallée de l'Arre et plusieurs ruisseaux affluents de la Dourbie (bassin versant atlantique) et de la Vis (bassin versant méditerranéen) séparent le socle granitique des plateaux calcaires des Grands Causses.

### Géologie
La montagne est essentiellement constituée de granite du Saint-Guiral, bordé à l'est et à l'ouest par des formations schisto-gréseuses.

### Flore et faune
Les bois et forêts de la montagne font partie intégrante de la forêt domaniale de l'Aigoual.

## Histoire
L'histoire de la montagne du Lingas est intimement liée à celle du rocher de Saint-Guiral.

## Activités

### Protection environnementale
Ce territoire bénéficie de la protection du parc national des Cévennes.

### Tourisme
La montagne du Lingas est traversée par de nombreux sentiers, notamment de grande randonnée dits GR66 et GR71 qui le recoupent du sud au nord en passant par le rocher de Saint-Guiral. Un sentier de direction est-ouest longe les sommets les plus élevés et le lac des Pises ; il permet de rejoindre d'autres itinéraires pédestres situés dans la partie orientale du massif.